# Cuirassat Yamashiro
El Yamashiro (japonès:山城, "Castell de muntanya", que rep el nom de l'antiga província de Yamashiro) va ser el segon dels dos cuirassats dreadnought de classe Fusō construïts per a la Marina Imperial Japonesa. Avarat el 1915 i assignat el 1917, va patrullar inicialment davant de la costa de la Xina, sense participar en la Primera Guerra Mundial. El 1923, va ajudar els supervivents del Gran terratrèmol de Kantō.
El Yamashiro es va modernitzar entre 1930 i 1935, amb millores al seu blindatge i maquinària i una superestructura reconstruïda a l' estil del pal de la pagoda. No obstant això, amb només canons de 14 polzades, va ser superat per altres cuirassats japonesos a l'inici de la Segona Guerra Mundial, i va exercir papers auxiliars durant la major part de la guerra.
L'any 1944, però, es va veure obligat a servir de primera línia, servint com a vaixell insígnia de la Força del Sud del vicealmirall Shōji Nishimura a la batalla de l'estret de Surigao, l'acció més al sud de la batalla del golf de Leyte. Durant els ferotges lluites nocturns a les primeres hores del 25 d'octubre contra una força superior nord-americana i australiana, el Yamashiro va ser enfonsat per torpedes i trets navals. Nishimura va enfonsar-se amb el seu vaixell i només 10 tripulants van sobreviure.

## Descripció
El vaixell tenia una eslora de 192,1 metres (630 peus 3 polzades) entre perpendiculars i 202,7 metres (665 peus) total. Tenia una mànega de 28,7 metres (94 peus 2 polzades) i un calat de 8,7 metres (29 peus). El Yamashiro desplaçava 29.326 tones llargues (29.797 t ) amb càrrega estàndard i 35.900 tones llargues (36.500 t) a plena càrrega. La seva tripulació estava formada per 1.198 oficials i marineria el 1915 i uns 1.400 el 1935.
Durant la modernització del vaixell durant 1930-1935, la seva superestructura davantera es va ampliar amb múltiples plataformes afegides al pal de trípode. La seva superestructura posterior es va reconstruir per acomodar suports per a canons antiaeris (AA) de 127 mil·límetres (5 polzades) i directors de control de foc addicionals. Al Yamashiro també se li van donar protuberàncies de torpedes per millorar la seva protecció sota l'aigua i per compensar el pes del blindatge addicional. A més, la seva popa es va allargar 7,62 metres (25 peus). Aquests canvis van augmentar la seva longitud total a 212,75 m (698 peus), la seva biga a 33,1 m (108 peus 7 polzades) i el seu calat a 9,69 metres (31 peus 9 polzades). El seu desplaçament va augmentar gairebé 4.000 tones llargues (4.100 t) fins a 39.154 tones llargues (39.782 t) amb càrrega profunda.

### Propulsió
El vaixell tenia dos jocs de turbines de vapor d'accionament directe Brown-Curtis, cadascuna de les quals accionava dos eixos d'hèlix. Les turbines van ser dissenyades per produir un total de 40.000 cavalls de força d'eix (30.000 kW), utilitzant vapor proporcionat per 24 calderes de tub d'aigua tipus Miyahara , cadascuna de les quals consumia una barreja de carbó i petroli. El Yamashiro tenia una capacitat d'estiba de 4.000 tones llargues (4.064 t) de carbó i 1.000 tones llargues (1.016 t) de fuel oil, que li donava una autonomia de 8.000 milles nàutiques (15.000 km; 9.200 milles) a una velocitat de 14 nusos (26 km/h; 16 mph). El vaixell va superar la seva velocitat dissenyada de 22,5 nusos (41,7 km/h; 25,9 mph) durant les seves proves al mar, arribant als 23,3 nusos (43,2 km/h; 26,8 mph) a 47.730 shp (35.590 kW).
Durant la seva modernització, les calderes Miyahara van ser substituïdes per sis noves calderes de petroli Kanpon instal·lades a l'antiga sala de calderes de popa i es va eliminar l'embut de proa . Les turbines Brown-Curtis van ser substituïdes per quatre turbines Kanpon amb engranatges amb una potència dissenyada de 75.000 shp (56.000 kW). En les seves proves, el vaixell germà del Yamashiro, el Fusō, va assolir una velocitat màxima de 24,7 nusos (45,7 km/h; 28,4 mph) des de 76.889 shp (57.336 kW). L'emmagatzematge de combustible del vaixell es va augmentar fins a un total de 5.100 tones llargues (5.200 t) de fueloil que li va donar una autonomia de 11.800 milles nàutiques (21.900 km; 13.600 milles) a una velocitat de 16 nusos (30 km/h; 18 mph) .

### Armament
Els dotze canons de 14 polzades de calibre 45 del Yamashiro es van muntar en sis torretes de dos canons, numerades d'un a sis de davant a darrere, cadascuna amb un rang d'elevació de -5 a +30 graus. Les torretes estaven disposades en un estil 2-1-1-2 poc ortodox amb parells de torretes superfire a proa i a popa; les torretes del mig no eren superfire, i tenien un embut entre elles. Els canons principals i les seves torretes van ser modernitzats durant la reconstrucció del vaixell el 1930; l'elevació màxima dels canons principals es va augmentar a +43 graus, augmentant el seu abast màxim de 25.420 a 32.420 metres (27.800 a 35.450 iardes). Inicialment, els canons podien disparar a una velocitat d'1,5 rondes per minut, i això també es va millorar durant la seva primera modernització.
Originalment, el Yamashiro estava equipat amb un armament secundari de setze canons de 6 polzades de calibre 50 muntats en casamates als costats superiors del casc. Cada canó podia disparar un projectil d'alt explosiu fins a un abast màxim de 21.000 m fins a sis trets per minut. Més tard es va equipar amb sis canons antiaeris de calibre 40 d'angle alt de tres polzades, en muntatges individuals a ambdós costats de la superestructura davantera i ambdós costats del segon embut, així com als dos costats de la superestructura de popa. Aquests canons tenien una elevació màxima de +75 graus, i podien disparar un obús de 5,99 quilos (13,2 lliures) a una velocitat de 13 a 20 tirs per minut fins a una alçada màxima de 7.200 metres (23.600 peus). El vaixell també estava equipat amb sis tubs de torpedes submergits de 533 mil·límetres (21,0 polzades), tres a cada costat

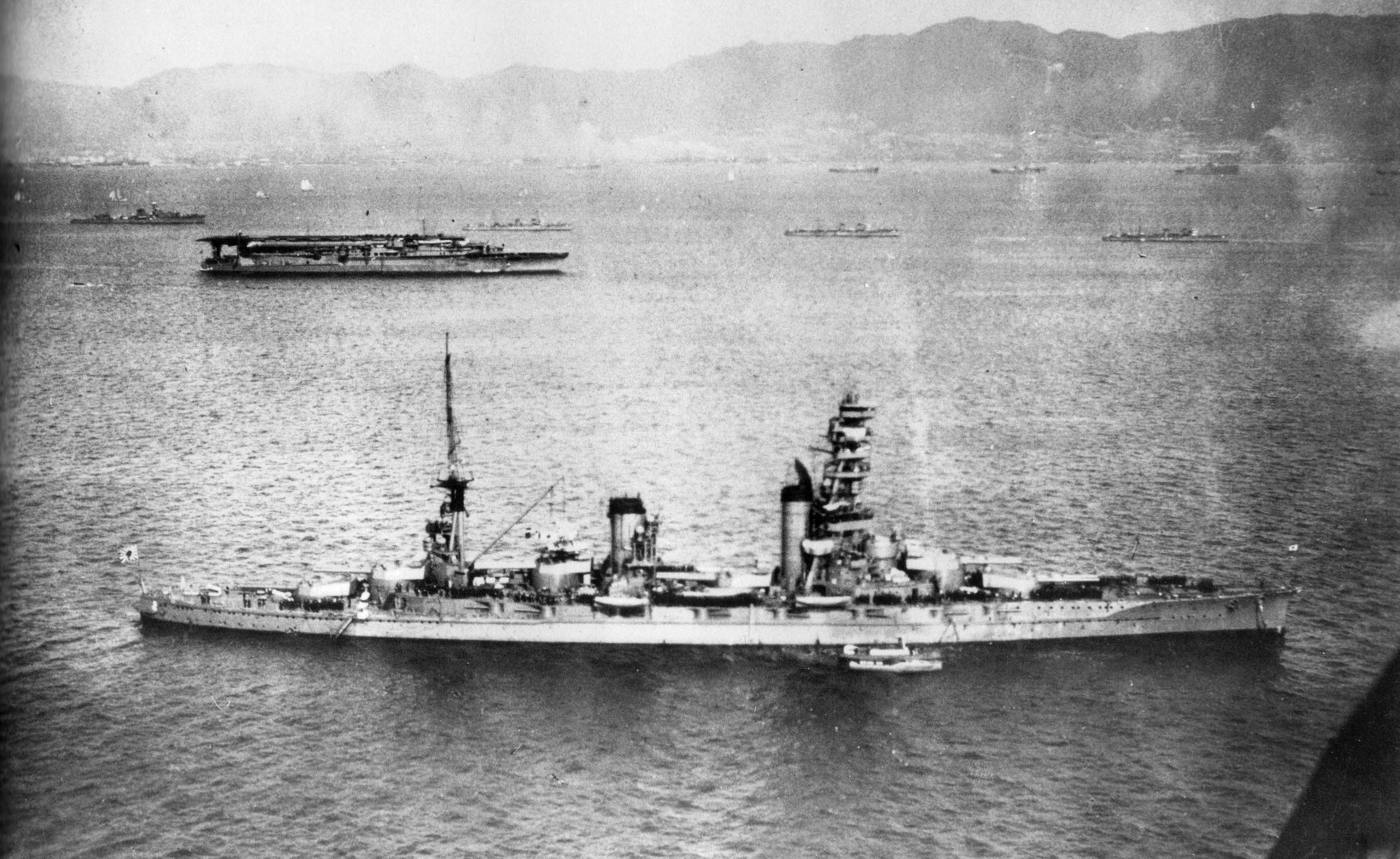
Yamashiro i el portaavions Kaga a la badia de Kobe, octubre de 1930

Durant la modernització del Yamashiro a principis de la dècada de 1930, es van retirar els sis canons de tres polzades i es van substituir per vuit canons de doble propòsit de 127 mil·límetres de calibre 40, instal·lats a banda i banda de les superestructures de proa i de popa en quatre muntatges de dos canons. Quan disparaven contra objectius de superfície, els canons tenien un abast de 14.700 metres (16.100 iardes); tenien un sostre màxim de 9.440 metres (30.970 peus) a la seva elevació màxima de +90 graus. La seva velocitat màxima de foc era de 14 tirs per minut, però la seva velocitat de foc sostinguda era d'uns vuit tirs per minut.
Les millores realitzades durant la reconstrucció van augmentar el calat del Yamashiro en 1 metre (3 peus 3 polzades); es van retirar els dos canons de sis polzades més importants, ja que els mateixos canons del seu vaixell germà Fusō s'havien xopat en alta mar després de la reconstrucció d'aquell vaixell. L'armament antiaeri lleuger del vaixell es va augmentar amb vuit canons antiaeris lleugers tipus 96 de 25 mm en muntatges de dos canons. Quatre d'aquests muntures es van col·locar a la superestructura davantera, un a cada costat de l'embut i dos a la superestructura posterior. Aquest va ser el canó antiaeri lleuger japonès estàndard durant la Segona Guerra Mundial, però va patir greus deficiències de disseny que el van convertir en una arma en gran part ineficaç. Segons l'historiador Mark Stille, les muntures bessones i triples "no tenien prou velocitat en el tren o en l'elevació; els punts de mira de l'arma no podien manejar objectius ràpids; l'arma presentava una vibració excessiva; el carregador era massa petit i, finalment, l'arma produïa massa explosió de morrió". La configuració dels canons antiaeris va variar significativament al llarg del temps; el 1943, es van afegir 17 muntatges simples i dos dobles per a un total de 37. El juliol de 1944, el vaixell es va equipar amb altres 17 muntatges simples, 15 bessons i vuit triples, per un total de 92 antiaeris. pistoles en la seva configuració final. El canó de 25 mil·límetres (0,98 polzades) tenia un abast efectiu d'1.500–3.000 metres (1.600–3.300 iardes) i un sostre efectiu de 5.500 metres (18.000 peus) a una altitud de 85 graus. La velocitat màxima efectiva de tir només era d'entre 110 i 120 cartutxos per minut a causa de la necessitat freqüent de canviar els carregadors de quinze carregues.
També el juliol de 1944, el vaixell va ser proveït de tres canons dobles i 10 muntatges simples per a la metralladora Hotchkiss de 13,2 mm construïda amb llicència. L'abast màxim d'aquests canons era de 6.500 metres (7.100 iardes), però el rang efectiu contra els avions era només de 1.000 metres (1.100 iardes). La velocitat cíclica era ajustable entre 425 i 475 rondes per minut, però la necessitat de canviar els carregadors de 30 rondes va reduir la velocitat efectiva a 250 rondes per minut.

### Blindatge
El cinturó de blindatge de la línia de flotació del vaixell tenia un gruix de 229 a 305 mil·límetres (9 a 12 polzades); a sota hi havia un traç de 102 mm (4 polzades) de blindatge. El gruix del blindatge de la coberta oscil·lava entre 32 i 51 mm (1,3 a 2,0 polzades). Les torretes estaven protegides amb un gruix de blindatge de 279,4 mm (11,0 polzades) a la cara, 228,6 mm (9,0 polzades) als laterals i 114,5 mm (4,51 polzades) al sostre. Les barbetes de les torretes estaven protegides per blindatges de 305 mm de gruix, mentre que les casamates dels canons de 152 mm estaven protegides per plaques de blindatge de 152 mm. Els costats de la torre de comandament tenien 351 mil·límetres (13,8 polzades) de gruix. A més, el vaixell contenia 737 compartiments estancs (574 a sota de la coberta blindada, 163 a dalt) per preservar la flotabilitat en cas de danys a la batalla.
Durant la seva primera reconstrucció, el blindatge del Yamashiro es va millorar substancialment. El blindatge de la coberta es va augmentar fins a un gruix màxim de 114 mm (4,5 polzades). Es va afegir una mampara longitudinal de 76 mm (3,0 polzades) d'acer d'alta resistència per millorar la protecció submarina.

### Avions

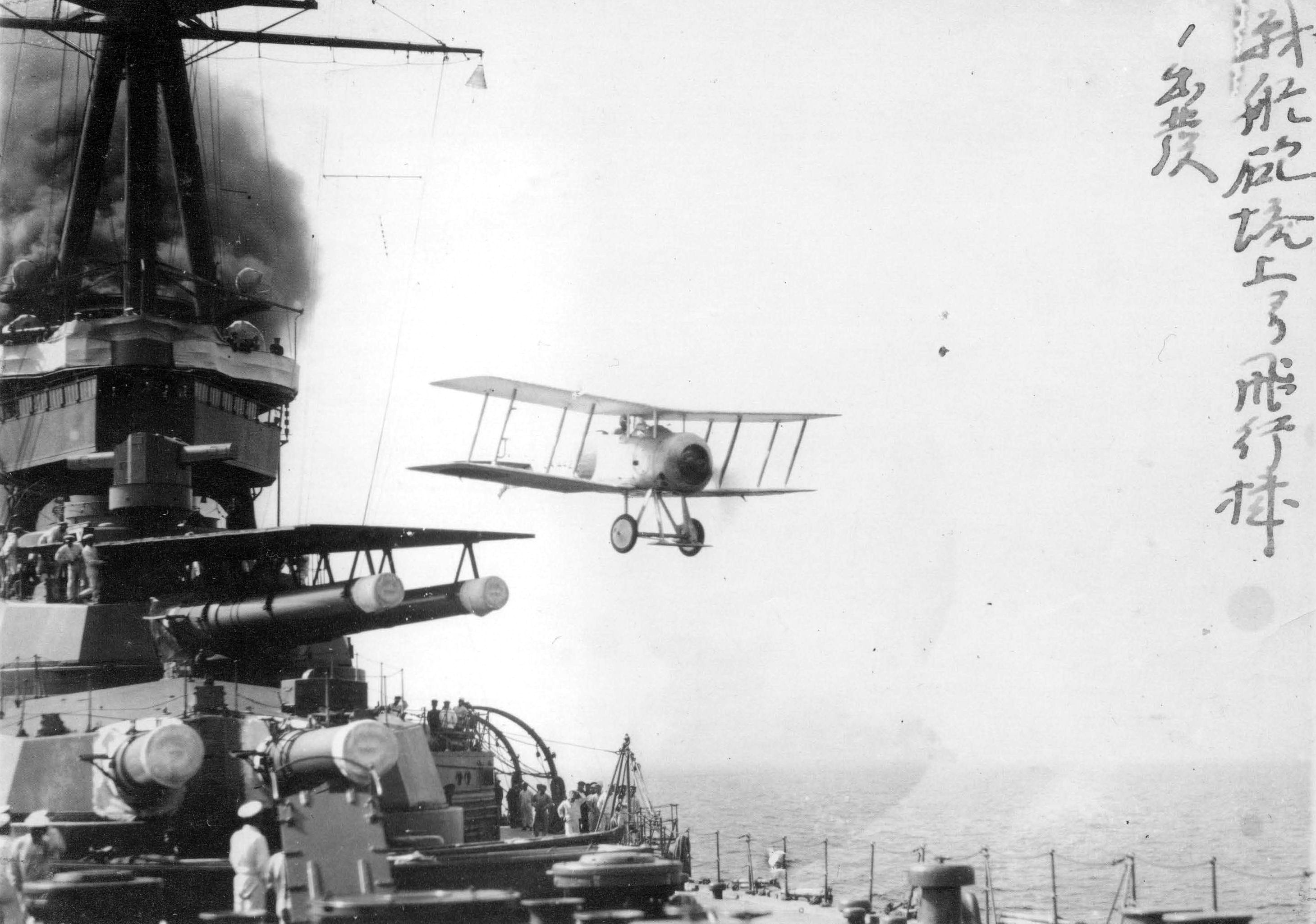
Un Sparrowhawk enlairant-se el 1922

El Yamashiro es va equipar breument amb una plataforma de vol d'avió a la torreta núm. 2 el 1922. Va llançar amb èxit caces Gloster Sparrowhawk i Sopwith Camel, el primer vaixell japonès que ho va fer. Durant la seva modernització a la dècada de 1930, es va instal·lar una catapulta i una grua plegable a la popa, i el vaixell estava equipat per operar tres hidroavions, encara que no es va proporcionar cap hangar. Els biplans Nakajima E4N2 inicials van ser substituïts pels biplans Nakajima E8N2 el 1938 i després pels biplans Mitsubishi F1M, a partir de 1942.

### Control de foc i sensors
El vaixell estava equipat originalment amb dos telèmetres de 3,5 metres (11 peus 6 polzades) i dos d'1,5 metres (4 peus 11 polzades) a la seva superestructura davantera, un telèmetre de 4,5 metres (14 peus 9 polzades) al sostre de la torreta No. 2 Telèmetres de 2 i 4,5 metres a les torretes 3, 4 i 5.
Mentre estava en dic sec el juliol de 1943, es va instal·lar un radar de recerca aèria tipus 21 al sostre del telèmetre de 10 metres a la part superior del pal de la pagoda. L'agost de 1944, es van instal·lar dues unitats de radar de recerca de superfície tipus 22 al pal de la pagoda i es van instal·lar dues unitats de radar d'alerta primerenca tipus 13 al pal principal.

## Construcció i servei

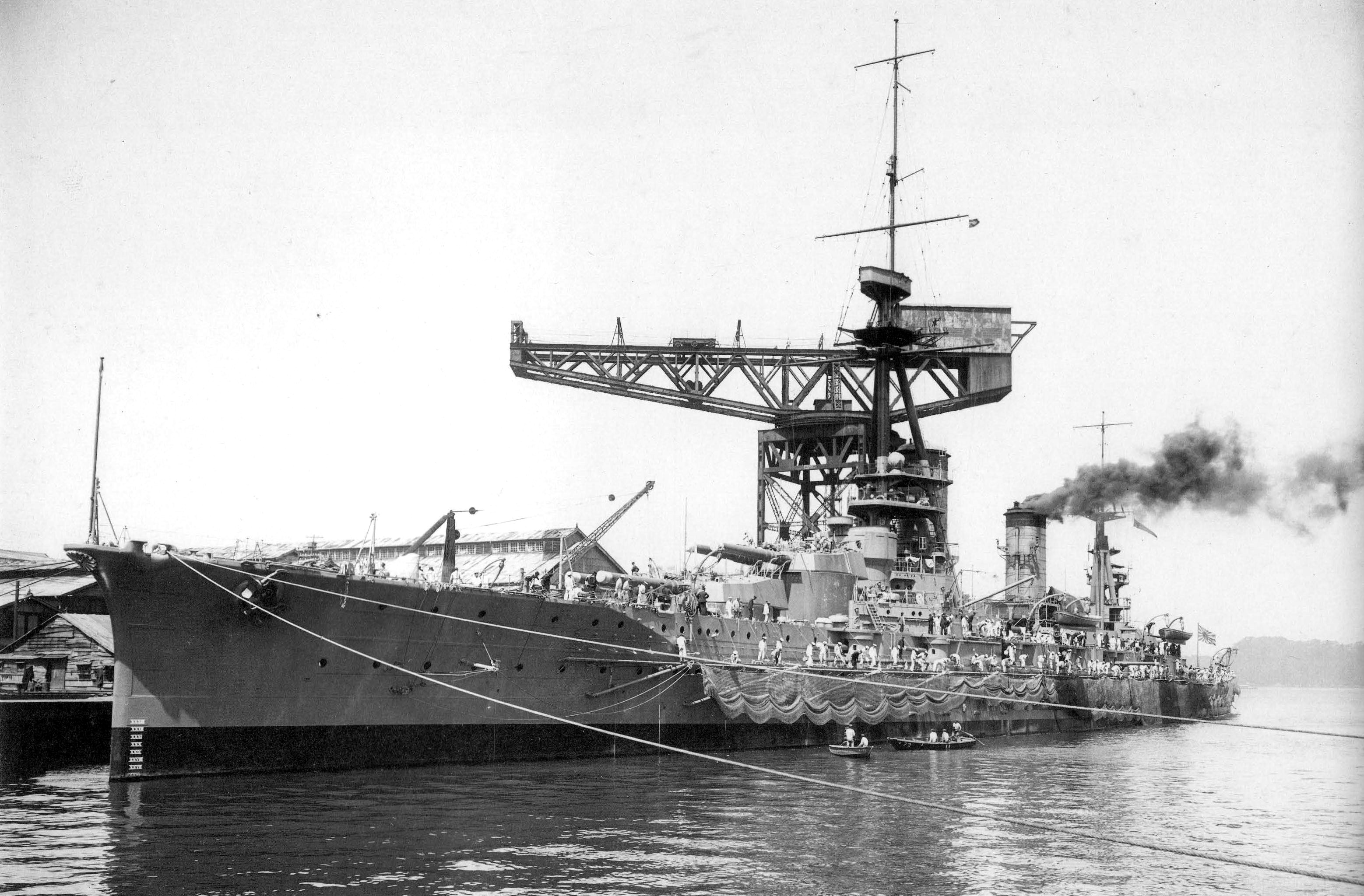
El Yamashiro provant les seves xarxes de torpedes a Yokosuka el 1917

El Yamashiro, anomenat així per la província de Yamashiro, l'antiga província de Kyoto, va tenir la quilla col·locada a l'Arsenal Naval de Yokosuka el 20 de novembre de 1913 i avarat el 3 de novembre de 1915. Es va completar el 31 de març de 1917 amb el capità Suketomo Nakajima al comandament, i va ser destinat a la 1a Divisió de la 1a Flota el 1917-1918. No va participar en cap combat durant la Primera Guerra Mundial, ja que ja no hi havia forces de les Potències Centrals a l'Àsia oriental quan es va acabar, però va patrullar breument davant de la costa de la Xina durant la guerra. El 29 de març de 1922, un caça Gloster Sparrowhawk es va enlairar amb èxit del vaixell. Va ajudar els supervivents del gran terratrèmol de Kantō de 1923 el setembre de 1923. Es disposa de poca informació detallada sobre les activitats del Yamashiro durant la dècada de 1920, tot i que va fer una visita al port al districte de la Guàrdia de Ryojun, a Manxúria, el 5 d'abril de 1925 i també va realitzar entrenaments. davant de la costa de la Xina.
La reconstrucció del vaixell va començar el 18 de desembre de 1930 a l'Arsenal Naval de Yokosuka on es va substituir la seva maquinària, es va reforçar el seu blindatge i es van instal·lar protuberàncies de torpedes. L'armament del Yamashiro també es va millorar i es van retirar els seus tubs de torpede. El capità Chuichi Nagumo va assumir el comandament del vaixell el 15 de novembre de 1934, la seva modernització es va completar el 30 de març de 1935 i es va convertir en el vaixell insígnia de la Flota Combinada. El capità Masakichi Okuma va rellevar a Nagumo el 15 de novembre i ell, al seu torn, va ser substituït pel capità Masami Kobayashi l'1 de desembre de 1936. El Yamashiro va començar una llarga reacondicionament el 27 de juny de 1937 i el capità Kasuke Abe va assumir el comandament el 20 d'octubre. La seva reparació es va completar el 31 de març de 1938 i el capità Kakuji Kakuta va rellevar Abe el 15 de novembre. A principis de 1941, el vaixell va llançar experimentalment hidroavions Kawanishi E7K2 radiocontrolats. El capità Chozaemon Obata va assumir el comandament el 24 de maig de 1941 i el Yamashiro va ser assignat a la 2a Divisió de la 1a Flota, formada pels dos cuirassats de la classe Fusō i els dos cuirassats de la classe Ise.

### Segona Guerra Mundial

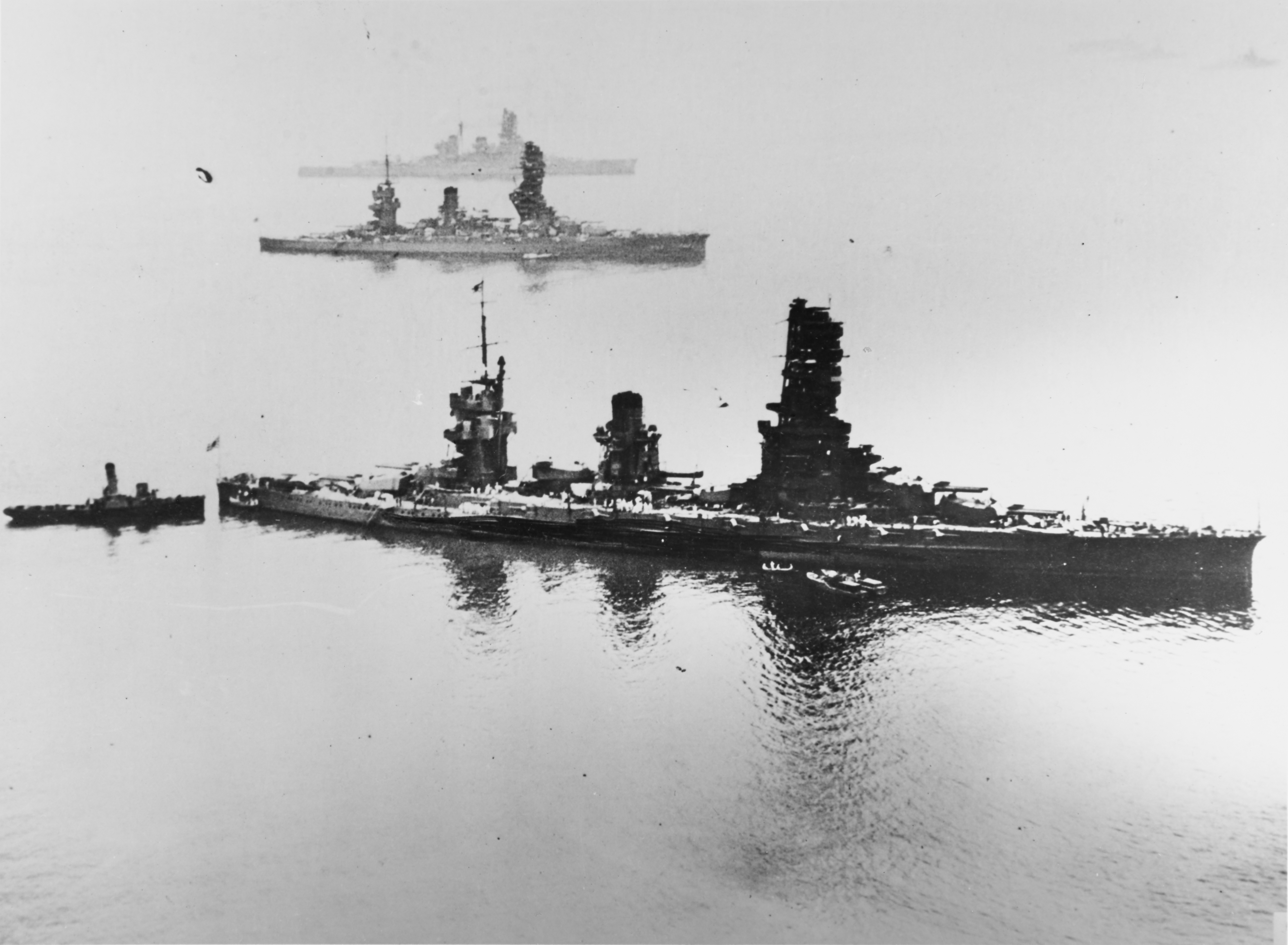
El Yamashiro amb el Fusō i el Haruna (a la llunyania) a la badia de Tòquio, dècada de 1930

El Yamashiro i el seu vaixell germà Fusō van passar la major part de la guerra al voltant del Japó, principalment al fondeig de Hashirajima a la badia d'Hiroshima. Quan va començar la guerra pel Japó el 8 de desembre, la divisió, reforçada pels cuirassats Nagato i Mutsu i el portaavions lleuger Hōshō, va salpar de Hashirajima a les illes Bonin com a suport llunyà per a la 1a Flota Aèria que atacava Pearl Harbor, i va tornar sis dies després. El 18 d'abril de 1942, el Yamashiro va perseguir la força dels Doolittle Raiders que acabava de llançar un atac aeri a Tòquio, però va tornar quatre dies després sense haver fet contacte. El 28 de maig, va salpar, comandada pel capità Gunji Kogure, amb la resta de la 2a Divisió de Cuirassats i el Grup de Suport Aleutià al mateix temps que la major part de la Flota Imperial va començar un atac a l'illa Midway (operació MI). Comandada pel vicealmirall Shirō Takasu, la divisió estava composta pels quatre cuirassats més antics del Japó, inclòs el Yamashiro, acompanyats per dos creuers lleugers, 12 destructors i dos petroliers. Els registres oficials no mostren l'esquadra com a part de l'operació Midway més gran, coneguda com a Operació AL; havien d'acompanyar la flota a les ordres de l'almirall Isoroku Yamamoto, però només havien de donar suport a la força de treball aleutiana si calia. No van ser necessaris, i el Yamashiro va tornar a les aigües nacionals on va ser emprat principalment per a tasques d'entrenament, al mar Interior fins l'1 de febrer de 1943 i a Yokosuka fins al setembre, quan es va convertir en un vaixell d'entrenament per a guardiamarines.
En un esforç per reemplaçar els portaavions perduts a la batalla de Midway, l'Armada va fer plans per convertir els dos vaixells de la classe Fusō en cuirassats/portaavions híbrids, però es van triar els dos cuirassats de la classe Ise . El juliol de 1943, el Yamashiro es trobava al dic sec de Yokosuka per instal·lar-hi un radar i canons antiaeris addicionals de 25 mm. El vaixell va ser assignat breument com a vaixell d'entrenament el 15 de setembre abans de carregar tropes el 13 d'octubre amb destinació a la base naval de Truk, arribant amb el cuirassat Ise el dia 20. Els dos cuirassats van navegar cap al Japó, acompanyats pels portaavions Jun'yō i Unyō, el 31 d'octubre. El 8 de novembre, el submarí USS Halibut va disparar torpedes contra el Jun'yo que van fallar, però va colpejar el Yamashiro amb un torpede que no va poder detonar. El Yamashiro va reprendre les seves tasques d'entrenament al Japó, i el capità Yoshioki Tawara va assumir el comandament. Va ser ascendit a contraalmirall l'1 de maig, però va morir per causes naturals quatre dies després, i el capità Katsukiyo Shinoda va ser nomenat per substituir-lo.
Durant la invasió nord-americana de Saipan el juny de 1944, els vaixells de tropes japoneses que intentaven reforçar les defenses van ser enfonsats per submarins. Shigenori Kami, cap d'operacions de l'Estat Major de la Marina, es va oferir voluntari per comandar el Yamashiro per portar tropes i equipament a Saipan. Si el vaixell realment arribava a l'illa, tenia la intenció d'encarar el vaixell deliberadament abans que pogués enfonsar-se i utilitzar la seva artilleria per defensar l'illa. Després que Ryūnosuke Kusaka, Cap d'Estat Major de la Flota Combinada, també soferís voluntari, el primer ministre Hideki Tōjō va aprovar el pla, conegut com a Operació Y-GO, però l'operació es va cancel·lar després de la derrota decisiva a la batalla del Mar de Filipines el 19 i el 20 de juny.
El vaixell es va tornar a basar al juliol a Yokosuka, on es van instal·lar sistemes de radar addicionals i canons antiaeris lleugers. El Yamashiro i el seu vaixell germà van ser transferits a la 2a Divisió de la 2a Flota el 10 de setembre. El vaixell es va convertir breument en el vaixell insígnia de la divisió sota el comandament del vicealmirall Shōji Nishimura fins al 23 de setembre quan va transferir la seva bandera al Fusō. Van salpar de Kure el 23 de setembre cap a l'illa Lingga, portant el 25è Regiment Mixt Independent de l'Exèrcit , i van escapar d'un atac del submarí Plaice l'endemà. Van arribar el 4 d'octubre, on Nishimura va tornar la seva bandera al Yamashiro. Aleshores, els vaixells es van traslladar a Brunei per descarregar les seves tropes i repostar en preparació de l'operació Shō-Gō , l'intent de destruir la flota nord-americana que conduïa la invasió de Leyte.

#### Batalla de l'estret de Surigao

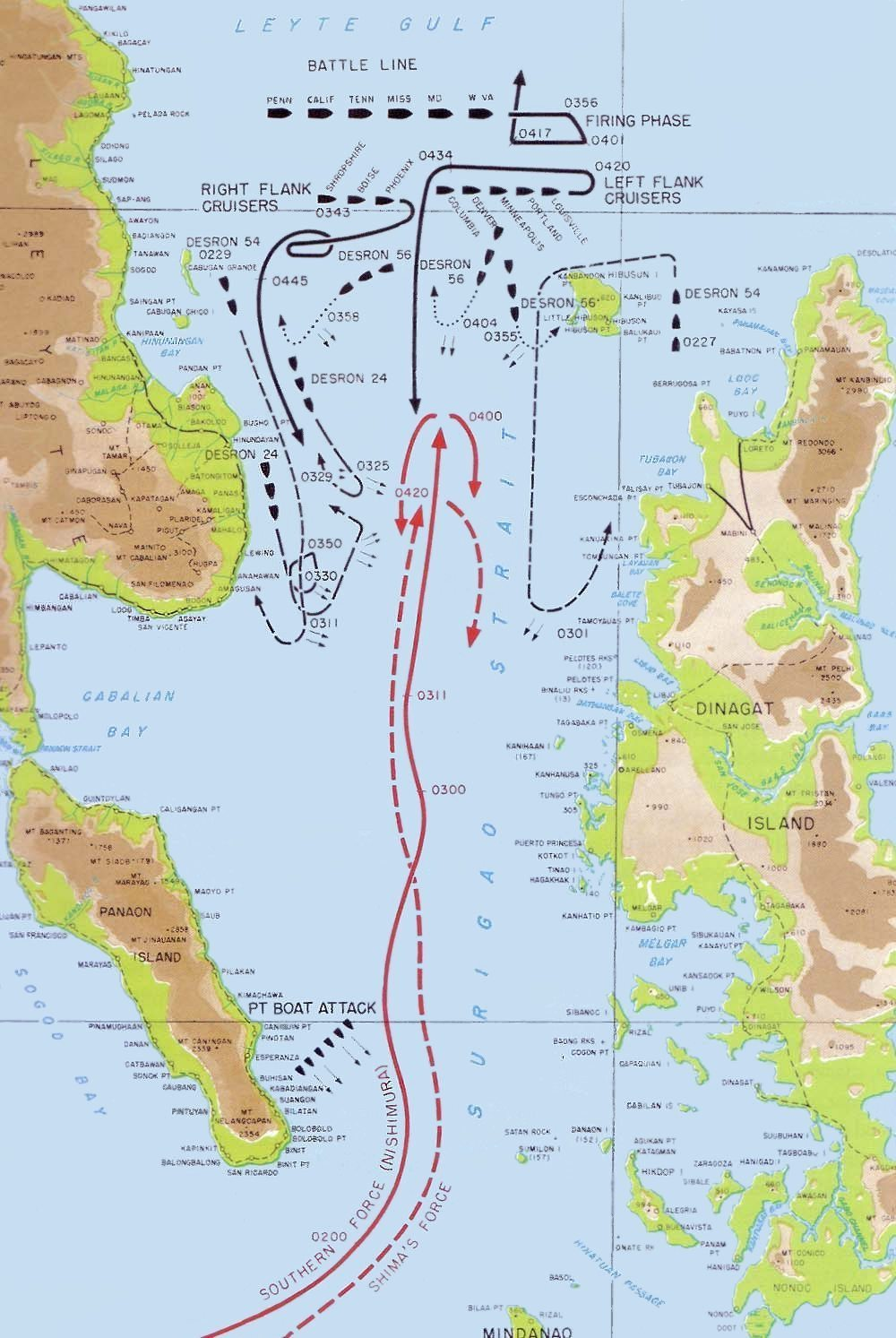
La batalla de l'estret de Surigao

Com a vaixell insígnia de la Força del Sud de Nishimura, Yamashiro va sortir de Brunei a les 15:30 del 22 d'octubre de 1944, cap a l'est cap al mar de Sulu i després cap al nord-est al mar de Mindanao. Amb la intenció d'unir-se a la força del vicealmirall Takeo Kurita al golf de Leyte, van passar a l'oest de l'illa de Mindanao a l'estret de Surigao, on es van trobar amb una gran força de cuirassats i creuers a l'aguait. La batalla de l'estret de Surigao es convertiria en l'acció més al sud de la batalla del golf de Leyte.
A les 09:08 del 24 d'octubre, el Yamashiro, el Fusō i el creuer pesant Mogami van ser detectats per un grup de 27 avions, inclosos els torpediners Grumman TBF Avenger i els bombarders en picat Curtiss SB2C Helldiver escortats pels caces Grumman F6F Hellcat, procedents del portaavions  Enterprise. Al voltant de 20 mariners del Yamashiro van morir pel metrallament i atacs amb coets, i el vaixell va inclinar-se gairebé 15 graus després que el quasi accident d'una bomba danyés el casc i va inundar la sentina d'estribord , fins que les contrainundacions a la sentina de proa van endreçar el vaixell.
Nishimura va emetre un telegrama a l'almirall Soemu Toyoda a les 20:13: "És el meu pla carregar al golf de Leyte per [arribar] a un punt de Dulag a les 04:00 hores del dia 25." A les 22:52, la seva força va obrir foc, danyant la PT 130 i la PT 152 i les va obligar a retirar-se abans que poguessin llançar els seus torpedes. Tres destructors nord-americans van llançar torpedes a les 03:00 d'aquell matí, colpejant el Fusō a les 03:08 i obligant-lo a sortir de la formació. El Yamashiro va obrir foc amb la seva bateria secundària set minuts més tard. Al voltant de les 03:11, els destructors Monssen i Killen van disparar els seus torpedes, un o dos dels quals van colpejar el Yamashiro al mig del vaixell . Els danys resultants van frenar temporalment el vaixell, li van provocar una inclinació a babord i van obligar a inundar les santabàrbares de les dues torretes de popa. És possible que el Yamashiro hagués estat colpejat per tercera vegada prop de la proa a les 03: 0. A canvi, l'impacte secundari del Yamashiro sobre la PT 493, amb el dany intens que va provocar que el PT 493 encallés i finalment s'enfonsés, la primera i única victòria de Yamashiro contra un vaixell de guerra enemic.
A les 03:52, el cuirassat va ser atacat per una gran formació al nord comandada pel contraalmirall Jesse Oldendorf. Primer van arribar els obusos de 6 i 8 polzades (200 mm) de tres creuers pesats, Louisville, Portland i Minneapolis, i quatre creuers lleugers, Denver, Columbia, Phoenix i Boise. Sis cuirassats formaven una línia de batalla; el veterà de Pearl Harbor West Virginia va ser el primer a obrir foc un minut després, anotant almenys un cop amb obusos de 16 polzades (410 mm) en la primera salva de 20.800 metres (22.700 iardes) , seguit del Tennessee I el California. Obstaculitzat per l'equip de radar més antic, el Maryland es va unir a la lluita tard, el Pennsylvaniano va disparar mai, i el Mississippi va aconseguir disparar exactament una salva, l'última de l'enfrontament. El creuer pesant australià HMAS Shropshire també va tenir problemes de radar i no va començar a disparar fins a les 03:56.
El bombardeig principal va durar 18 minuts, i el Yamashiro va ser l'únic objectiu per a set d'ells. Les primeres rondes van colpejar el castell de proa i el pal de pagoda, i aviat tot el cuirassat semblava estar en flames. Les dues torretes avançades del Yamashiro van apuntar als seus assaltants, i l'armament secundari es va dirigir als destructors nord-americans que plagaven Mogami i el destructor Asagumo. El vaixell va continuar disparant en totes direccions, però no va poder apuntar als cuirassats amb els altres quatre canons operables de 14 polzades de les seves torretes al mig del vaixell fins gairebé les 04:00, després de girar cap a l'oest. Hi va haver una gran explosió a les 04:04, possiblement d'una de les torretes del mig. El Yamashiro va augmentar la seva velocitat de tret entre les 04:03 i les 04:09, malgrat els incendis i els danys generalitzats, i va ser colpejat durant aquest temps prop de la sala de màquines d'estribord per un torpede. A les 04:09, la seva velocitat va tornar a ser de 12 nusos, i Nishimura va enviar un cable a Kurita: "Procedim fins a aniquilar-nos totalment. Definitivament he complert la meva missió tal com estava previst. Si us plau, tranquil".] Al mateix temps, Oldendorf va emetre una breu ordre d'alto el foc a tota la formació després de saber que el destructor Albert W. Grant estava rebent foc amic, i els vaixells japonesos també van cessar el foc.
El Yamashiro va augmentar la velocitat a 15 nusos en un intent d'escapar de la trampa, però ja havia estat colpejat per dos o quatre torpedes, i després de dos impactes de torpedes més prop de la sala de màquines d'estribord, estava inclinat 45 graus a babord. Shinoda va donar l'ordre d'abandonar el vaixell, però ni ell ni Nishimura van fer cap intent d'abandonar la torre de maquinària, ja que el vaixell es va bolcar en cinc minuts i es va enfonsar ràpidament, per popa primer, desapareixent del radar entre les 04:19 i les 04:21. Només 10 membres de la tripulació dels 1.636 oficials i tripulants estimats a bord van sobreviure, molts dels quals van rebutjar el seu rescat.

#### El derelicte
John Bennett va afirmar haver descobert les restes del Yamashiro l'abril de 2001, però no es va poder confirmar la identitat del naufragi. El 25 de novembre de 2017, Paul Allen i la seva tripulació a bord del vaixell d'investigació RV Petrel , van descobrir el naufragi del Yamashiro i van confirmar la seva identitat. El vaixell es trobava cap per avall i majoritàriament intacte, amb la proa plegada cap enrere sobre el casc.